# Hamm (vestisch-märkisches Adelsgeschlecht)

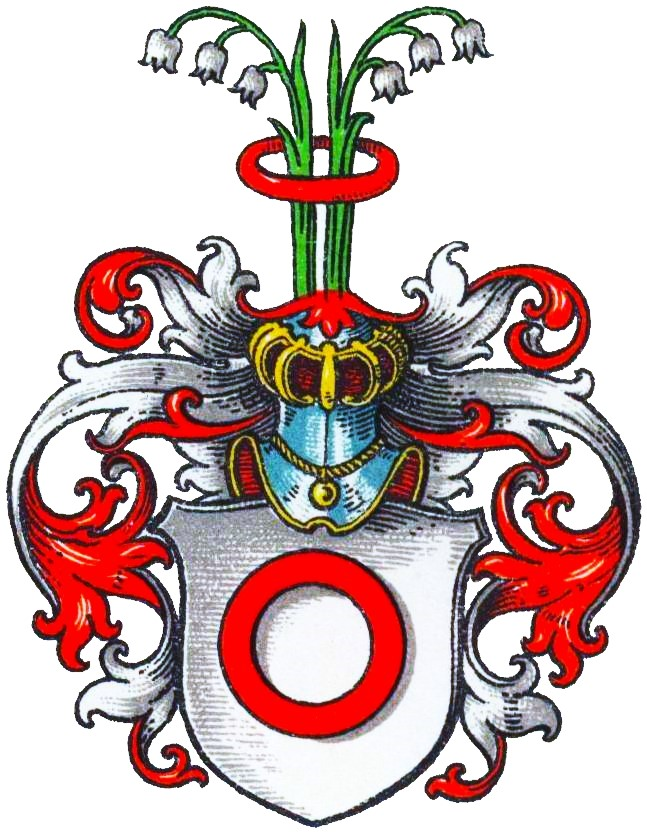
Wappen derer von Hamm im Wappenbuch des Westfälischen Adels

Hamm  (auch: Hamme) ist der Name eines erloschenen vestisch-märkischen Adelsgeschlechts.
Die Familie ist zu unterscheiden von dem bergisch-märkischen Adelsgeschlecht Hamm, dem münsterischen Briefadelsgeschlecht Hamm, dem münsterischen Patriziergeschlecht Hamm und dem kölnischen Patriziergeschlecht Hamm.

## Geschichte
Über den Stammsitz des Geschlechts gibt es unterschiedliche Angaben. Max von Spießen stellt als Stammsitz Haus Hamm bei Buer im Vest Recklinghausen fest. Auch Anton Fahne behauptet, dass das Geschlecht nach einem Rittersitz im Vest Recklinghausen benannt ist. Nach Leopold von Ledebur und Ernst Heinrich Kneschke stammte das Adelsgeschlecht jedoch aus der Grafschaft Mark, wo schon 1342 ein Knappe Johannes de Hamme einer in Altenbochum ausgestellten Urkunde sein Siegel anhing. Den Stammsitz vermuten sie im Dorf Hamme im Kirchspiel Bochum. Aufgrund der Wappenverwandtschaft vermuten sie ferner eine Stammesverwandtschaft mit denen von Altenbockum. Ledebur und Kneschke benennen darüber hinaus aber auch die Möglichkeit einer Herkunft von einem Dorf Hamm unweit Recklinghausen.
Ein Arnd von Hamm besaß 1437 Bockum im Kirchspiel Datteln bei Recklinghausen. Außerdem hatte er 1437 Haus Uhlenbrock im Kirchspiel Castrop von Herzog Adolf von Kleve als Lehen und Offenhaus empfangen. Später besaß die Familie auch Wittering bei Gladbeck. 1791 war die Familie noch im Besitz von Haus Ahr zu Voerde.
Die Familie erlosch im Mannesstamm mit dem Tod von Friedrich Christian von Hamm, der 1797 noch lebte. Die Letzte des Geschlechts war dessen Schwester Maria Theresia Freiin von Hamm zu Hamm († 1821).

## Wappen
Blasonierung: In Silber ein roter Ring. Auf dem Helm mit rot-silbernen Helmdecken zwei grüne Stauden mit je drei silbernen Blumen (Maiglöckchen) von dem Ring zusammengehalten.